# Martin Gasser (Musiker)

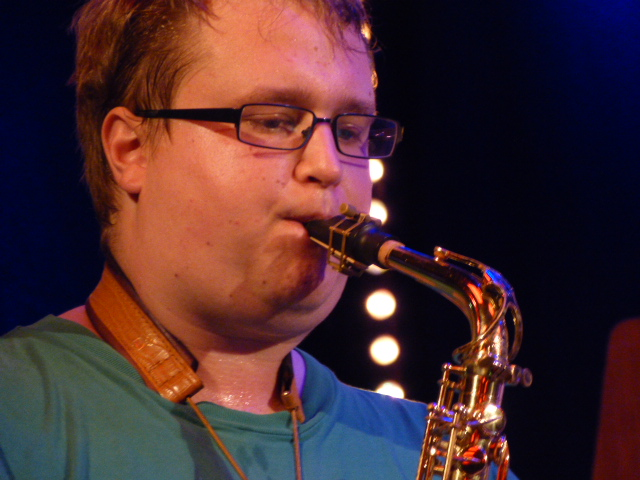
Martin Gasser 2015 beim Konzert mit Bastian Stein (tp), Reza Askari (b), und Leif Berger (dr) im ARTheater Köln

Martin Gasser (* 18. April 1990 in Villach) ist ein österreichischer Jazzmusiker (Altsaxophon, auch Electric Wind Instrument, Baritonsaxophon, Komposition, Querflöte).

## Leben und Wirken
Gasser wuchs in Kärnten auf und begann im Alter von zehn Jahren, Altsaxophon zu spielen. Er erhielt zunächst klassischen Saxophon-Unterricht. Im Vorstudium wurde er am Kärntner Landeskonservatorium in Klagenfurt von 2006 bis 2009 in der Klasse von Michael Erian ausgebildet. Von 2009 bis 2013 studierte er am Konservatorium der Stadt Wien Privatuniversität bei Thomas Huber und Andy Middleton. Er nahm an Workshops wie dem Generations-Festival in Frauenfeld oder beim IASJ-Meeting 2012 in Graz teil. Zwischen 2013 und 2016 absolvierte er den Master-Studiengang Jazzkomposition an der Hochschule für Musik und Tanz Köln.
Gasser gehörte zum European Jazz Orchestra 2012 und zum Jeunesse World Jazz Orchestra 2013. Weiterhin ist er Mitglied in der Nouvelle Cuisine Big Band und im New Quartet von Roland Batik. 2013 erschien mit dem Modern Shape Quartet seine Debüt-CD Laubwald. Für sein Kölner Konzertexamen im Oktober 2016 stellte er eine eigene Bigband zusammen. Mit seinem Quartett veröffentlichte er 2016 das Album Blaues Gebet, das er in Deutschland und Österreich vorstellte. Auch arrangierte er für das Subway Jazz Orchestra und trat mit Nina Reiter auf.

## Preise und Auszeichnungen
Gasser ist zweimaliger Preisträger der Begabtenförderung des Landes Kärnten und nahm erfolgreich bei zahlreichen Jugend-Musikwettbewerben teil, sowohl als Solist, als auch im Saxophonquartett. 2011 und 2012 gewann er den Fidelio-Wettbewerb mit der Big Band von Philip Laminger und mit dem Quartett „Electric Echo – In & Out of Order“ (mit Angel Vassilev, Marc Mezgolits und Peter Primus Frosch).

## Diskographische Hinweise

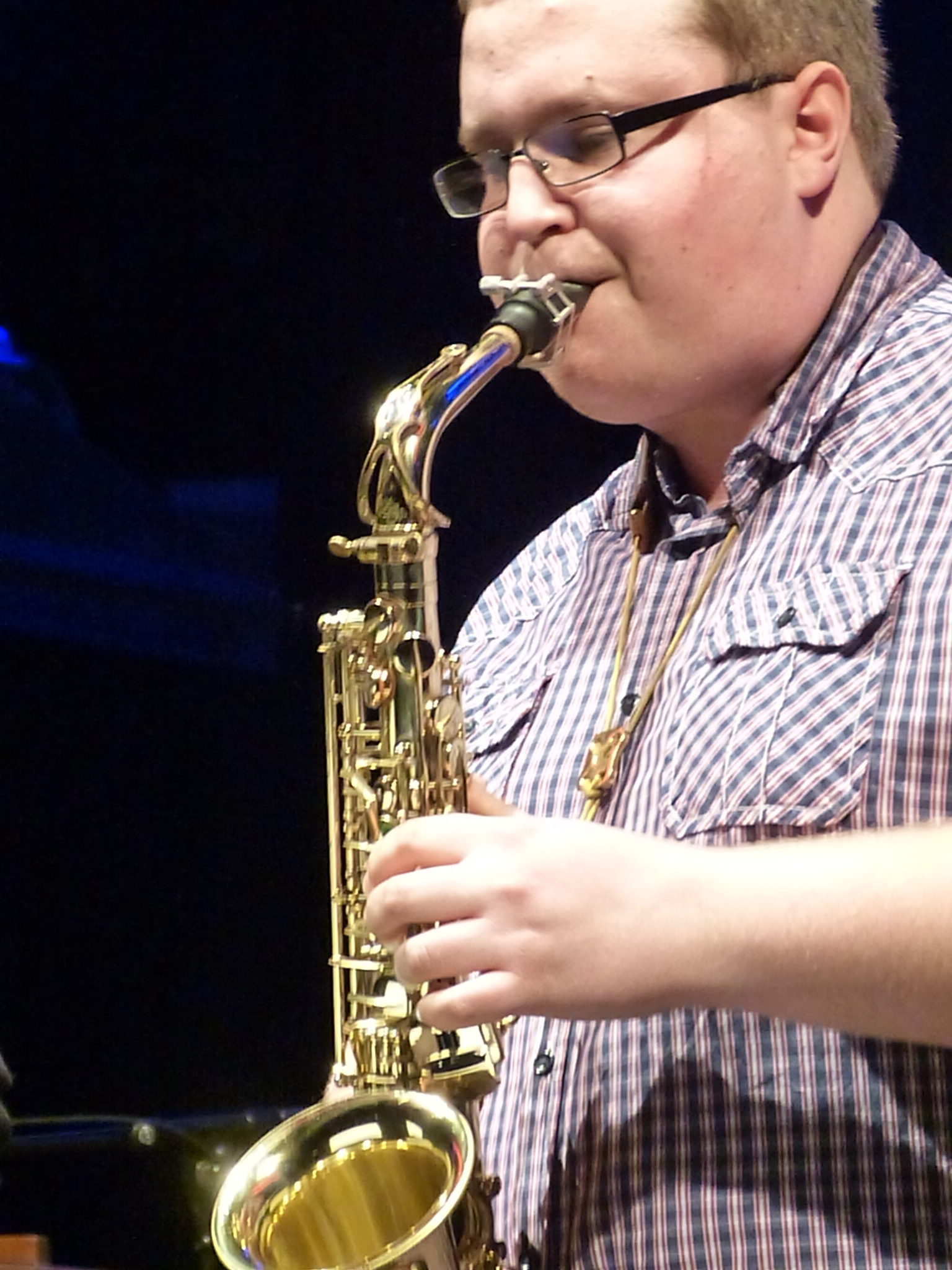
Martin Gasser 2016 im Konzert mit Sabeth Pérez (voc), Felix Hauptmann (p), Alex Dawo (b) und Leif Berger (dr) im ARTheater Köln

- The Modern Shape Quartet Laubwald (Alessa Records 2013, mit Martin Gasser, David Gratzer, Philipp Kienberger, Markus Fellner).
- Blaues Gebet (2016, mit Felix Hauptmann, Alex Dawo, Leif Berger)
- Booxy’s Box: The Game (Unit Records, 2018, mit Philipp Jagschitz, Andreas Waelti und Daniel Aebi)